# Torrent de la Torre (Solsonès)
El Torrent de la Torre és un curs fluvial del Solsonès que, en confluir amb el Torrent del Fitó, dona lloc a la Riera de Mantellí.
Neix entre les masies de Marvà i de la Casanova i pren la direcció predominant cap a les 8 del rellotge tot deixant al costat septentrional les masies de Cal Nadal i la Torre.

## Termes municipals que travessa
El Torrent de la Torre transcorre íntegrament pel terme municipal de Pinós (Solsonès)

## Xarxa hidrogràfica
La xarxa hidrogràfica del Torrent de la Torre està constituïda per 28 cursos fluvials la longitud total dels quals suma 13.234 m.

### Distribució municipal
El conjunt de la xarxa hidrogràfica del Torrent de la Torretranscorre íntegrament pel terme municipal de Pinós.